# Anello Townend

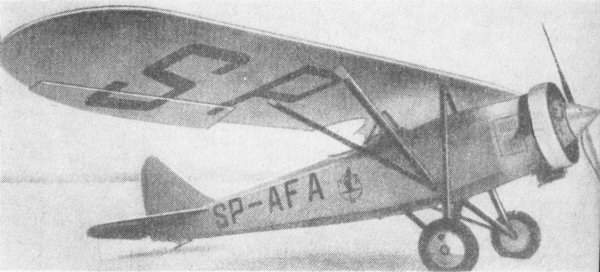
Il PZL Ł.2, uno sport plane di produzione polacca che adottava l'anello Townend

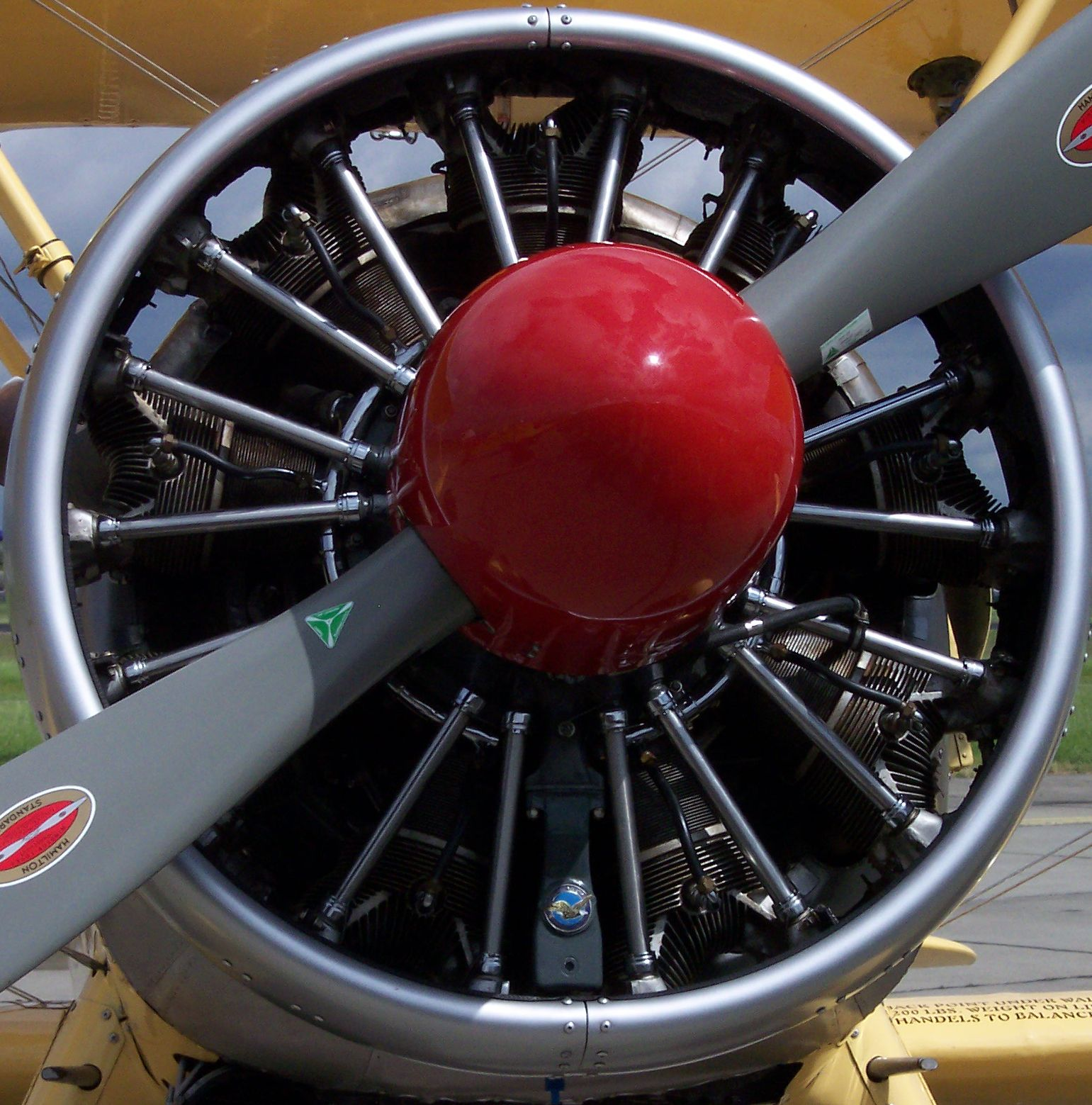
Un Pratt & Whitney R-985 abbinato ad un anello Townend sul muso di un Boeing Stearman PT-17 in esposizione all'ILA 2004

L'anello Townend, o Townend Ring, è un particolare componente in uso nei velivoli che consta di uno stretto anello metallico posto attorno ad un motore radiale, normalmente dotato di raffreddamento ad aria.
Il dispositivo, realizzato nel 1929, è dovuto all'intuizione del britannico Dr. Hubert Townend, a quel tempo dipendente della Boulton Paul Aircraft. Negli Stati Uniti d'America era noto come drag ring, letteralmente anello di trascinamento.
La sua principale funzione era quella di indirizzare e maggiorare il flusso d'aria verso le alettature dei cilindri. I test appurarono in seguito che la sua adozione portava dei vantaggi nelle prestazioni del velivolo, quantificabili in un aumento da 10 a 15 mph (16-24 km/h) della velocità massima raggiungibile. Questo era dovuto, oltre che al miglior coefficiente aerodinamico, alla capacità della soluzione di riuscire a fornire una spinta aggiuntiva dovuta all'espansione dell'aria che fluiva sopra al motore.
Inizialmente adottato nei progetti di velivoli ad alte prestazioni realizzati nella prima parte degli anni trenta, venne generalmente adottato fino all'introduzione della cappottatura NACA.
Tra i velivoli che in Italia adottarono questa soluzione troviamo i Breda Ba.27 e Ba.28, oltre le prime versioni del trimotore Caproni Ca.133, mentre all'estero ne furono esempio gli statunitensi Boeing Stearman PT-17 e Douglas O-38 oltre ai britannici Vickers Wellesley, Westland Wallace e Gloster Gauntlet. Dopo un'iniziale convinzione che le sue caratteristiche fossero superiori alla cappottatura NACA, prove comparative dimostrarono che ad una velocità anemometrica superiore a 250 mph i vantaggi erano appannaggio dell'uso di quest'ultima.